# Gmina Pszczew
Die Gmina Pszczew ist eine Landgemeinde im Powiat Międzyrzecki der Woiwodschaft Lebus in Polen. Ihr Sitz ist das gleichnamige Dorf (deutsch Betsche) mit etwa 1900 Einwohnern.

## Geographie
Die Gemeinde grenzt im Süden an die Kreisstadt Międzyrzecz (Meseritz).

## Geschichte
Betsche hatte bis 1945 die Stadtrechte.

## Gliederung
Zur Landgemeinde (gmina wiejska) Pszczew gehören zwölf Dörfer (deutsche Namen bis 1945) mit Schulzenamt (sołectwo):
| - Borowy Młyn (Betsche Abbau) - Janowo (Janau) - Nowe Gorzycko (Neugörzig) - Policko (Politzig) - Pszczew (Betsche) - Rańsko (Roynsker Hauland, Reinzig) | - Silna (Schilln) - Stoki (Stokki) - Stołuń (Stalun, 1937–1945 Schönfelde) - Szarcz (Scharzig) - Świechocin (Schwichotschin) - Zielomyśl (Zielomischel, 1937–1945 Wilhelmstal) |

Weitere Ortschaften und Siedlungen ohne Schulzenamt sind:
Biercza (Heinrichswalde), Błotnia, Brzeźno (Briese), Rańsko-Leśniczówka, Świechocin  (Siedlung), Wrony (Wraunen)